# Glittertind (együttes)
A Glittertind norvég metal/rock együttes, amely 2001-ben alakult az oslói Lillesandban. A Glittertind eleinte Torbjørn Sandvik egyszemélyes projektje volt. 2010-ben teljes jogú együttessé váltak, melynek tagjai: Sandvik - ének, ritmusgitár, Geirmund Simonsen - harmonika, ritmusgitár, Stefan Theofilakis - furulya, Geir Holm - dob, Olav Aasbø - gitár és Bjørn Nordstoga - basszusgitár.
Korábban folk/viking metal stílusú zenét játszottak, később viszont áttértek a folk/indie rock műfajaira.
Az együttes 2009-es Landkjenning című albuma a huszadik helyre került a norvég slágerlistán. Az ezen az albumon hallható Går min eigen veg című dal felkerült a norvég NRK P1 rádió játszási listájára, illetve gyakran hallható az adón.

## Diszkográfia
- Mellom Bakkar Og Berg  (demo, 2002)[6]
- Evige Asatro (demo, 2003) CD[7]
- Evige Asatro (2004)[8]
- Til Dovre Faller (2005)[9]
- Evige Asatro / Til Dovre Faller (válogatáslemez, 2009)[10]
- Landkjenning (2009)[11]
- Djevelsvart (2013)[12]
- Blåne for blåne (Indie Recordings, 2015)[12]
- Himmelfall (2017)[13]

## Tagok
- Torbjørn Sandvik - ének, basszusgitár, gitár, dob, billentyűk
- Geirmund Simonsen - gitár, basszusgitár, dob, harmonika, orgona
- Stefan Theofilakis - furulya, síp, ének
- Bjørn Nordstoga - basszusgitár
- Olav Aasbø - gitár, ének
- Geir Holm - dob, ütős hangszerek